# Acanthocepola abbreviata
Acanthocepola abbreviata es una especie de peces de la familia Cepolidae en el orden de los Perciformes.

## Distribución geográfica
Se encuentra desde el Golfo Pérsico y el Golfo de Omán hasta el Golfo de Carpentaria.